# Programma Chandrayaan
Il Programma Chandrayaan (चन्द्रयान in sanscrito Candrayāna, letteralmente Veicolo Lunare ) è il programma spaziale indiano di esplorazione della Luna. Il programma comprende una serie di missioni a cura dell'Indian Space Research Organisation (ISRO) per mandare un orbiter, un lander e un rover sulla Luna.

## Fasi del programma
Il programma include due fasi: un orbiter lanciato nel 2016 con un razzo PSLV e un lander con un rover da lanciare insieme con un razzo GSLV nel 2018.

### Fase 1: orbiter
La prima fase si è conclusa con un lancio in orbita selenocentrica.
Chandrayaan-1, lanciato il 22 ottobre 2008 a bordo di un razzo PSLV-XL è stato un grosso successo per il programma spaziale indiano. La sonda Moon Impact Probe a bordo della navicella ha permesso di rivelare l'acqua sulla Luna al polo sud lunare.

### Fase 2: lander e rover
La seconda fase includerà un lander e rover che verranno lanciati sulla Luna, dove è previsto che effettuino un soft-landing prima di procedere con l'esplorazione sulla superficie.
Chandrayaan-2 è una missione partita il 22 luglio 2019 a bordo di un razzo GSLV Mk III.

### Fase 3: terza missione
L'ISRO ha in programma una terza missione, Chandrayaan-3, in collaborazione con l'agenzia spaziale giapponese.